# Hội sinh

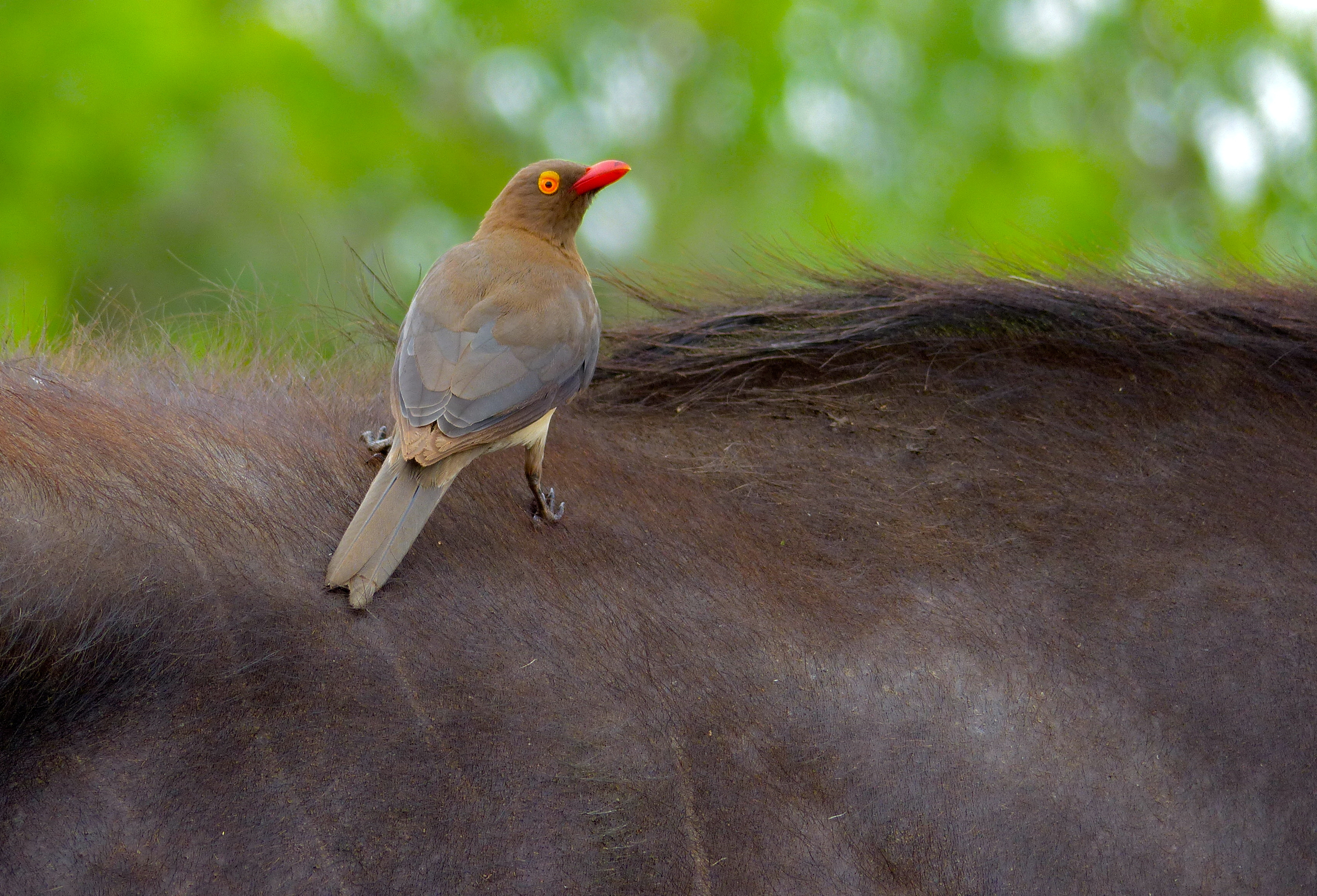
Một con chim đang đậu trên một con trâu rừng

Hội sinh hay quan hệ hội sinh (Commensalism) là một tương tác sinh học lâu dài và gắn kết với nhau (giống như cộng sinh) trong đó một bên trong quan hệ hội sinh các thành viên của một loài được hưởng lợi trong khi các loài khác không được hưởng lợi và cũng không bị tổn hại gì cả. Điều này khác với quan hệ cộng sinh, trong đó cả hai sinh vật đều có lợi và gắn kết chặt chẽ lẫn nhau, và quan hệ ký sinh (ký sinh trùng), trong đó một bên sẽ có lợi và gắn chặt với nguồn lợi đó trong khi bên kia (vật chủ) là đối tượng bị tổn hại. 

## Đặc điểm
Các mối quan hệ hội sinh (các loài được hưởng lợi từ tự tụ hợp này) có thể có được chất dinh dưỡng, nơi trú ẩn, hỗ trợ, hoặc được quá giang từ các loài vật chủ, mà là đáng kể không bị ảnh hưởng. Quan hệ hội sinh thường là giữa một vật chủ lớn hơn và một kẻ bu bám nhỏ hơn. Nhiều loài chim sống trên cơ thể động vật ăn cỏ có vú lớn hoặc ăn côn trùng được nuôi bằng động vật có vú, hoặc nhiều loài cá bám theo những con cá ăn thịt để nhặt nhạnh những mẫu thịt còn thừa, hoặc nhiều loài cá nhỏ bám trên lưng con cá đuối hay những con rùa để tiết kiệm sức lực phải di chuyển đường xa.
Những con vật này đã thiết lập một mối quan hệ giao tiếp với con người, trong đó những con vật được lợi nhưng con người lại nhận được ít lợi ích hoặc tổn hại. Những động vật có khả năng tận dụng tối đa các nguồn lực gắn liền với các trại của con người sẽ là những cá thể 'thuần hóa': ít hung hăng hơn, với khoảng cách chiến đấu hoặc khoảng cách bay ngắn hơn. Sau đó, những con vật này phát triển các mối quan hệ xã hội hoặc kinh tế gần gũi hơn với con người và dẫn đến một mối quan hệ thuần hóa. Sự nhảy vọt từ một quần thể hoang dã đến một cá thể thuần hóa chỉ có thể xảy ra sau khi động vật đã tiến triển sang thói quen, đến cộng đồng và quan hệ đối tác, tại thời điểm đó việc thiết lập mối quan hệ đối ứng giữa động vật và con người sẽ đặt nền móng cho thuần hóa, bao gồm cả nuôi nhốt và nhân giống do con người kiểm soát.
Từ quan điểm này, sự thuần hóa động vật là một quá trình đồng hóa, trong đó quần thể phản ứng với áp lực chọn lọc trong khi thích nghi với một tiểu thuyết mới bao gồm một loài khác có hành vi phát triển. Một ví dụ có lẽ là kinh điển nhất chính là mối quan hệ giữa loài sói với con người trong quá trình thuần hóa loài sói trở thành chó nhà. Ban đầu, có lẽ đã có những cá thể sói hoang lang thang, lạc bầy, bị chối bỏ sẽ quanh quẩn bên cạnh con người để nhặt những mẫu thịt người, con người với lòng vị tha có lẽ đã không ngần ngại ném những miếng thức ăn cho chúng và cũng không ảnh hưởng đến nguồn thức ăn của người, dần dà những con sói này quanh quẩn bên con người ở một khoảng cách nhất định, đồng thời với giác quan tinh nhạy, chúng cũng cảnh báo con người về mối hiểm họa từ dã thú và có lẽ mối quan hệ này đã được thiết lập.